# Мутале (местный муниципалитет)
Мутале (англ. Mutale Local Municipality, венда Mmušôselegae wa Mutale) — бывший местный муниципалитет в районе Вхембе провинции Лимпопо, ЮАР. Существовал с 2000 по 2016 год, после чего был включён в состав муниципалитетов Тхуламела и Мусина. Административный центр — посёлок Мутале.

## География
Муниципалитет занимал площадь 3 886 км² на крайнем севере ЮАР, гранича с Зимбабве. Территория характеризовалась:
- Горными хребтами (Сутхумба) на востоке
- Речными долинами (реки Мутале и Лувувху)
- Саванной и кустарниковой растительностью

## История
1. Образован в 2000 году в ходе муниципальной реформы
2. В 2016 году упразднён и разделён между:
Муниципалитетом Тхуламела (большая часть),  Муниципалитетом Мусина (северные территории)

## Экономика
Основные направления:
- Сельское хозяйство (субсистенционное земледелие)
- Лесное хозяйство
- Разведение скота
- Ограниченный туризм (культура народа венда)

## Население
По данным последней переписи (2016):
- Население: 108 215 чел.
- Плотность: 27,8 чел./км²
- Основной народ: венда (92 %)
- Уровень безработицы: ~45 %

## Инфраструктура
- Дороги: преимущественно грунтовые
- Образование: начальные школы в большинстве деревень
- Здравоохранение: клиника в Мутале, фельдшерские пункты
- Водоснабжение: проблемы с доступом к чистой воде

## Достопримечательности
- Традиционные деревни народа венда
- Река Лувувху
- Культурные памятники королевства Венда